# George Howard
George Howard (Filadelfia, Pensilvania, 15 de septiembre de 1956 – 20 de marzo de 1998) fue un saxofonista soprano estadounidense de smooth jazz y jazz fusión.
A finales de los años 1970, trabajó con Grover Washington. sus primeros discos se grabaron a comienzo de la década siguiente (Asphalt Gardens y Steppin' Out). Ambos discos se colocaron en las listas de jazz de Billboard, en los puestos 25 y 9, respectivamente. 
En 1985, su tercer álbum, Dancing in the Sun, logró el número uno. Cada uno de los siguientes discos, también se situaron en el Top 10: Love Will Follow, A Nice Place to Be y Reflections. Después del éxito de Dancing in the Sun, Howard dejó el sello GRP Records, y fichó por MCA, aunque volvió a GRP Records en 1990. En marzo de 1998, falleció de un linfoma.

## Discografía
- 1982 - Asphalt Gardens - Palo Alto Jazz
- 1984 - Steppin' Out - Palo Alto Jazz
- 1985 - Dancing in the Sun - Palo Alto Jazz
- 1986 - Love Will Follow - Palo Alto Jazz
- 1986 - A Nice Place to Be - MCA
- 1988 - Reflections - MCA
- 1989 - Personal - MCA
- 1991 - Love and Understanding - GRP
- 1992 - Do I Ever Cross Your Mind? - GRP
- 1993 - When Summer Comes - GRP
- 1994 - Home Far Away - GRP
- 1995 - Attitude Adjustment - GRP
- 1998 - Midnight Mood - GRP
- 1998 - There's a Riot Goin' On - Blue Note